# Documents de Francfort
On appelle documents de Francfort (Frankfurter Dokumente) les trois textes par lesquels les représentants des forces d’occupation américaines, britanniques et françaises en Allemagne ont exposé les conditions qu’ils mettaient à la création d’un État ouest-allemand après la Seconde Guerre mondiale. Adoptés lors des conférences de Londres début 1948, ils ont été remis aux ministres-présidents des onze Länder occidentaux le 1er juillet 1948 à Francfort-sur-le-Main.
Les documents de Francfort forment une base de travail pour la rédaction de la Loi fondamentale de la République fédérale d'Allemagne par le Conseil parlementaire de septembre 1948 à mai 1949.
Les conditions posées par les Alliés occidentaux sont les suivantes :
- L’État ouest-allemand doit être un État fédéral doté d’une constitution démocratique.
- Sa constitution doit être ratifiée par référendum dans chaque Land, à la majorité absolue. Elle entrera en vigueur après ratification par les deux tiers des onze Länder, soit huit Länder.
- Les éventuelles révisions constitutionnelles devront être approuvées par les gouverneurs militaires alliés.
- Les gouverneurs militaires doivent disposer d’un droit de regard sur la politique étrangère, les questions relatives à la Ruhr, les réparations, l’industrie et les droits des troupes d’occupation.

Les ministres-présidents se réunirent du 8 au 10 juillet à Coblence pour débattre de ces conditions.

## Ressources

### Origine du texte
- (de) Cet article est partiellement ou en totalité issu de l’article de Wikipédia en allemand intitulé « Frankfurter Dokumente » (voir la liste des auteurs).